# Tetranchyroderma anomalopsum
Tetranchyroderma anomalopsum is een buikharige uit de familie Thaumastodermatidae. Het dier komt uit het geslacht Tetranchyroderma. Tetranchyroderma anomalopsum werd in 1996 voor het eerst wetenschappelijk beschreven door Hummon, Todaro, Balsamo & Tongiorgi. 